# 소보중학교
소보중학교(召保中學校)는 경상북도 군위군 소보면에 있었던 사립 중학교이다.

## 연혁
- 1964년 10월 13일 : 소보고등공민학교 설립
- 1967년 2월 1일 : 소보중학교 개교
- 2014년 2월 28일 : 50년만에 폐교[1]